# 제1낙하산해병보병연대
제1낙하산해병보병연대(1er Régiment de Parachutistes d'Infanterie de Marine; 1er R.P.I.Ma)는 프랑스 육군의 연대급 규모 특수부대다. 제13낙하산용기병연대, 제4특수부대헬리콥터연대와 함께 육군특수부대사령부를 구성한다.
제2차 세계대전 프랑스 망명정부 시기에 영국 육군 공수특전단(SAS) 예하에 창설된 SAS 프랑스 중대가 그 기원이다. 영국 SAS 예하에 배속되어 함께 북아프리카와 지중해 전선에서 활약했다. 이런 이유로 영국 SAS의 영향을 직접적으로 받아서 프랑스의 SAS로 불리며, 훈련, 특성 등 거의 모든 면에서 영국 SAS를 롤모델로 해오고 있다. 표어도 영국 SAS의 "대담한 자가 이긴다"를 프랑스어로 그대로 번역해 사용한다.